# Wassermühle Schulze Westerath
Die Schulze Westerather Mühle ist eine Wassermühle am Oberlauf der Stever in Stevern bei Nottuln. Sie wurde in den Jahren 2006 bis 2014 aufwändig restauriert und ist heute eine voll funktionsfähige Museumsmühle. Sie wird nicht konventionell von einem Wasserrad, sondern durch eine 1928 eingebaute Francis-Turbine angetrieben.

## Geschichte
Die Westerather Mühle gehört als ländliches Steinwerk im Münsterland zu einem alten, erstmals 1296 erwähnten Haupthof, der sechs Jahre später an das Stift Nottuln verkauft wurde, das damals ein Kloster der Augustinerinnen war. Ab 1360 wurde der Hof in verschiedenen Variationen des Namens Schulze Stevermann bezeichnet. Spätestens mit Aufstau der Mühlenteiche nahm das Anwesen den Charakter eines typischen münsterländischen Gräftenhofes an. Das ehemalige Torhaus befindet sich gegenüber der Mühle an der anderen Seite der heutigen Hofzufahrt.

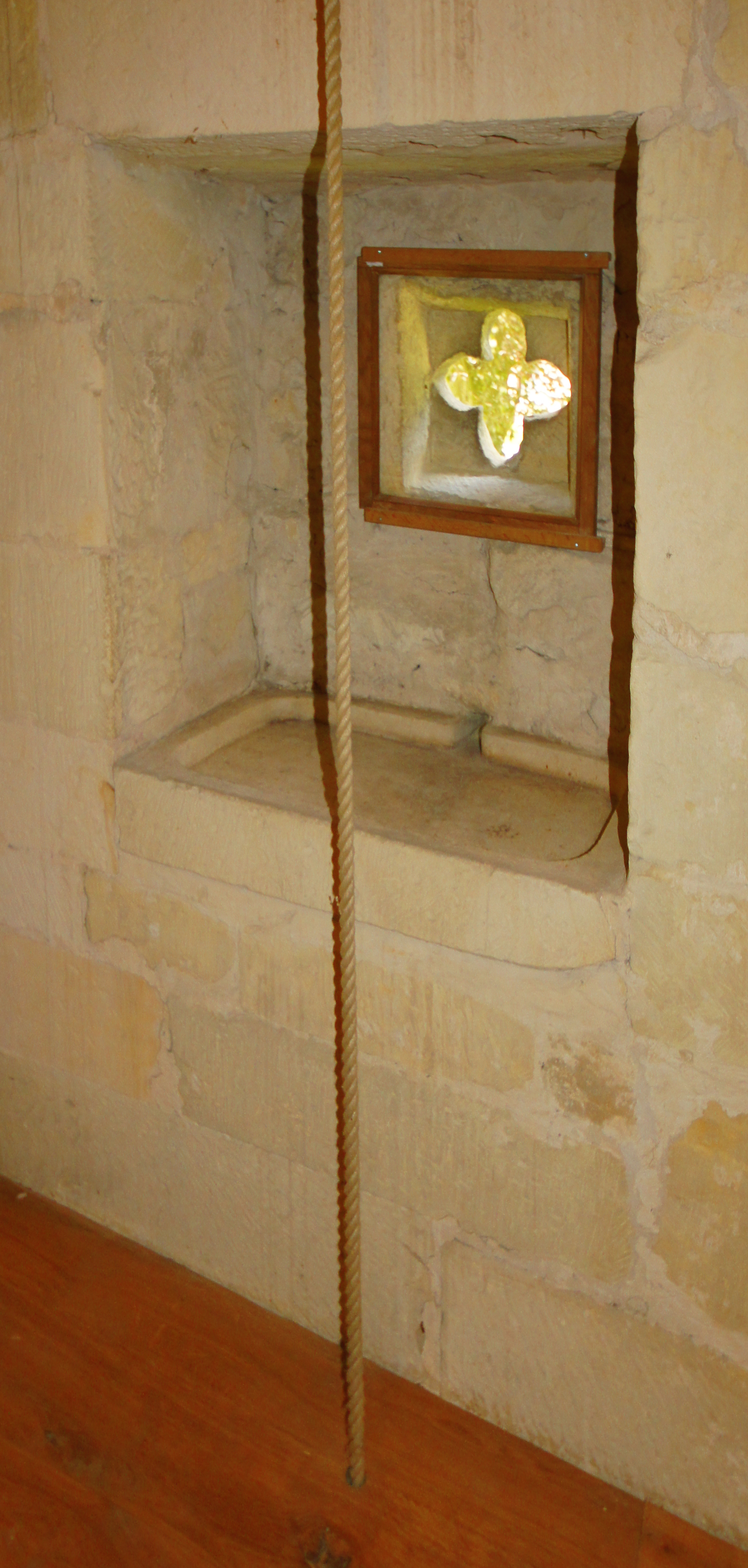
Fenster mit Ausguss

Die Wassermühle, früher auch Stevermanns Mühle genannt, ist das älteste der heute erhaltenen Bauwerke dieser Hofstelle und gleichzeitig deren einziges, das noch aus spätmittelalterlicher Zeit stammt. Dendrochronologische Untersuchungen zeigen, dass sie etwa in der Zeit um 1490 entstand. Die Obergeschosse aus Baumberger Sandstein ruhen auf einem Sockelgeschoss aus massiven Bruchsteinen. Das Gebäude wurde ursprünglich nicht als Mühle, sondern als Wohnbau errichtet, wovon der Kamin und die Wandnische mit einem Ausgussbecken im repräsentativen Residenzgeschoss über der Mahlgangebene zeugen. Auch ist das dreigeschossige Bauwerk mit Außenmaßen von 10,46 auf 11,27 Meter im Verhältnis zu der in ihm verbauten Mühlentechnik viel zu groß. Die sich nach oben verjüngenden massiven Außenwände in zweischaliger Ausführung sind im Sockelgeschoss zwischen 90 cm und 1,24 Meter stark. Der Umbau zur Mühle, die Anlage der Stauteiche und die Umgestaltung des Anwesens zum Gräftenhof gehen möglicherweise Hand in Hand einher mit dem Neubau des Haupthauses. Dieses stammt aus der Zeit vor 1581, möglicherweise wurde es auch schon einige wenige Jahrzehnte vorher errichtet. Die Anlage der Stauteiche war infolge der Hanglage sehr aufwändig. Zur Mühle hin mussten dicke Spundwände errichtet werden, um den Wasserdruck aufzufangen. Ob die Teiche durch weitere Maßnahmen nach unten abgedichtet wurden, konnte nicht ermittelt werden.
Aus der ersten bekannten Erwähnung als Mühle im Jahr 1600 kann sicher geschlossen werden, dass der Umbau zur Wassermühle spätestens 1599 erfolgt sein muss. Schon aus dieser Zeit dürfte die Backsteinverkleidung der Wand hinter den Wasserrädern stammen, da der Baumberger Sandstein für ein Wohnhaus zwar repräsentativ ist, aber sich unter ständiger Spritzwassereinnässung in relativ kurzer Zeit aufzulösen beginnt.
Bereits für 1599 ist auch die Existenz einer am gegenüberliegenden Steverufer errichteten, ehemaligen Ölmühle belegt. Von dieser deutlich kleineren Nebenmühle haben sich die soliden Grundmauern bis heute erhalten. Das ehemalige, jetzt verschlossene Wandloch für die vom Rad kommende Antriebswelle ist in den wasserseitigen Fundamenten noch gut zu erkennen. Damit handelte es sich bei der Westerather Anlage ursprünglich um eine typische Doppelmühle, wie es sie an vielen Stellen im Münsterland gegeben hat und immer noch gibt. Ob und wie lange das darüber errichtete Fachwerkgebäude tatsächlich als Mühle gedient hat, ist unbekannt. Während die Existenz der Ölmühle für 1859 noch belegt ist, wurde 1922 nur noch der Schuppen an ihrer Stelle erwähnt. Irgendwann zwischen diesen Jahren muss der Ölmühlenbetrieb folglich eingestellt worden sein.
Die heute noch existierende Kornmühle hatte 1599 zwei Glinden (Mahlgänge), die durch je ein Wasserrad angetrieben wurden. Im Jahr 1666 erfolgte ein erster Umbau; hier wurde die ebenerdige Tür zum Getriebekeller in die zur heutigen Hofeinfahrt zugewandten Seite eingesetzt. Vermutlich hatte sich hier aber zuvor schon ein anderer, kleiner dimensionierter Durchgang befunden, denn es erscheint kaum vorstellbar, dass die An- und Ablieferung der Waren über den hochgelegenen Zugang zur Wohnraumebene erfolgte. Weitere Veränderungen am Gebäude fanden im 18. Jahrhundert statt. 1737 wurde das Dach komplett saniert und im oberen Teil wurden neue Giebelwände unterm Krüppelwalm eingezogen. Der alte Schlot wurde durch einen neuen Schornstein ersetzt und eine neue Balkenlage schloss das höhere der Wohngeschosse nach oben ab.
In der zweiten Hälfte des 19. Jahrhunderts wurde die Mühlentechnik grundlegend auf Vordermann gebracht. 1859 wurde die Genehmigung erteilt, mittels Königswelle und Stirnrad einen dritten Mahlgang an eines der beiden Wasserräder anzuschließen. Der Bereich zwischen den Korn- und damals noch vorhandener Ölmühle wurde eingehaust, um der Vereisung der Räder im Winter wirksam zu begegnen. Diese Technik hatte bis in die 1920er Jahre Bestand.

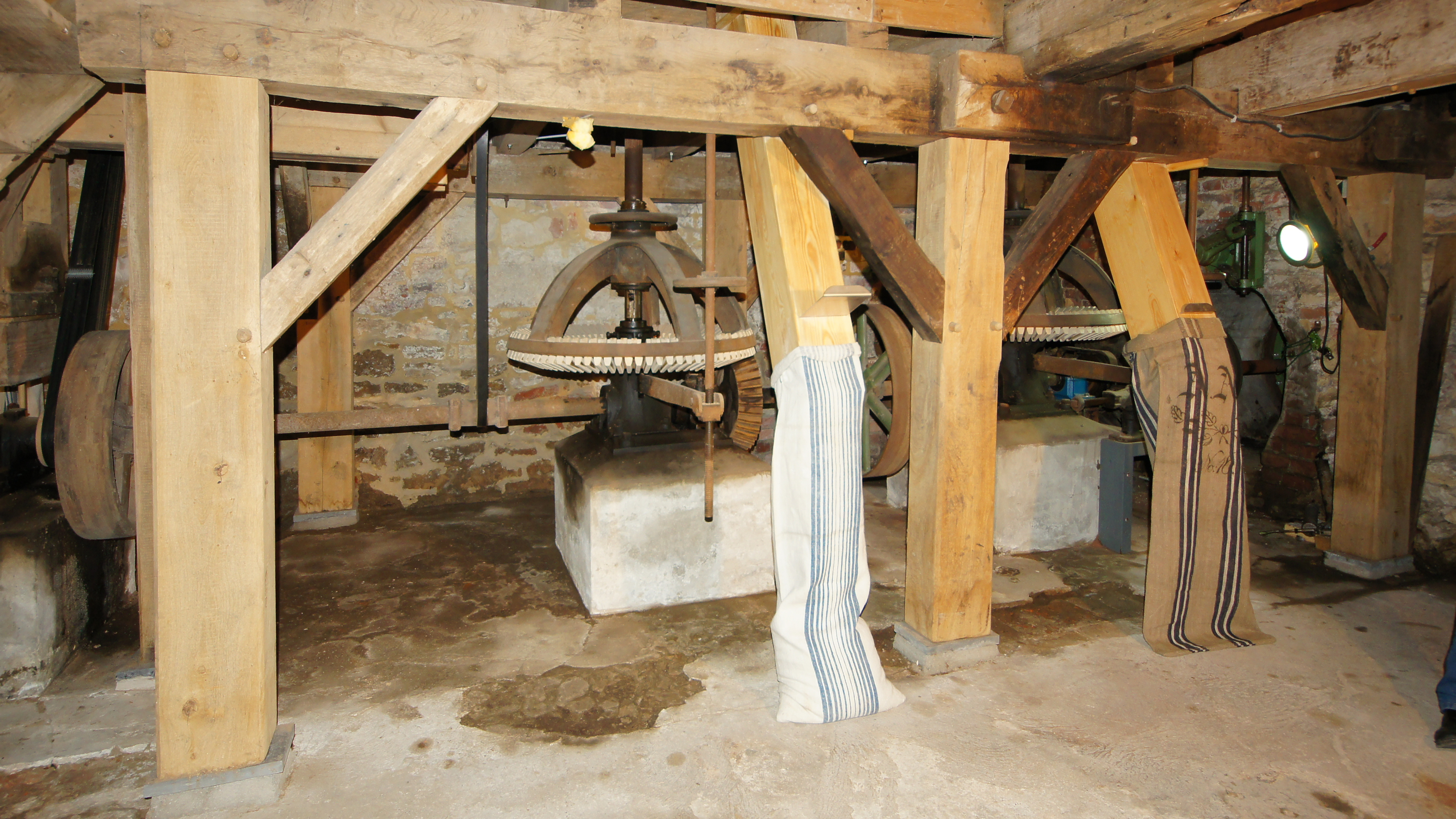
Mühlentechnik im Sockelgeschoss

1928 wurde der letzte große technische Umbau vorgenommen. Für den Antrieb wurde eine Francis-Turbine angeschafft, die in der Maschinenfabrik Carl Bünte in Bramsche gefertigt wurde. Sie war für eine Leistung von bis zu 28 PS bei einem Wasserdurchsatz von 480 l/min ausgelegt und ersetzte die beiden Wasserräder. Auch die eigentliche Mühlentechnik im Innern des Gebäudes musste komplett ersetzt werden, da sie mit den hohen Umdrehungszahlen der neuen Antriebsart nicht kompatibel war. So wurden jetzt zwei Glinden, bestehend aus Schrot- und Mehlgang, entlang der Turbinenwelle hintereinander aufgestellt, während die früheren Mahlgänge an der den Wasserrädern zugewandten Wand aufgestellt waren. Mit dem Einbau der neuen Technik war die Mühle zunächst auf dem Stand der Zeit. Mit der zunehmenden Elektrifizierung nach dem Zweiten Weltkrieg verlor jedoch auch sie ihre wirtschaftliche Bedeutung für den landwirtschaftlichen Betrieb. 1974 wurde sie endgültig stillgelegt. 1983 wurde die Turbine reaktiviert, um die von ihr erzeugte Energie über eine Wirbelstrombremse in Heizwärme umzuwandeln. Da sich kein durchschlagender Erfolg einstellte, wurden die Versuche nach wenigen Monaten eingestellt.

## Denkmalgerechte Instandsetzung und heutige Nutzung
Als zum Müllereibetrieb umfunktioniertes, spätmittelalterliches Wohngebäude sticht die Wassermühle Schulze Westerath hervor und zählt zu den bedeutendsten Anlagen ihrer Art in Westfalen. Von besonderer Bedeutung ist auch die Anlage des langgestreckten Mühlteiches und der Umflut, die trotz der Hanglage aus dem Schulzenhof einen westfälischen Gräftenhof werden ließen. Damit ist die Mühle einzigartig im Münsterland. Sie wurde am 30. Januar 1990 in die Denkmalliste von Nottuln eingetragen.
Das in die Jahre gekommene Gebäude hatte zuletzt zunehmend mit statischen Problemen zu kämpfen. Insbesondere in der Südwestwand zeigten sich Risse und Verschiebungen, nachdem Feuchtigkeit durch das marode Dach in das Mauerwerk eingedrungen war und der Frost seine Sprengwirkung entfalten konnte. Die Schäden waren so umfangreich, dass der Mühlenbau langsam in Schieflage geriet. Der Sanierungsaufwand erforderte enorme finanzielle Mittel und warf die Frage nach der künftigen Nutzung des Gebäudes auf. Aufgrund ihrer Lage im touristisch vergleichsweise stark frequentierten Stevertal lag die Instandsetzung und Öffnung der Mühle für die Öffentlichkeit als Möglichkeit auf der Hand. So wurde 2006 der Förderkreis Wassermühle Schulze Westerath e. V. als Projektträger aus der Taufe gehoben, der bis heute über eine halbe Million Euro zur denkmalgerechten Instandsetzung des Gebäudes und zum Erhalt der in ihm befindlichen Mühlentechnik aus öffentlichen Mitteln und privaten Spenden aufbringen konnte. Am 23. Mai 2014 wurde die erstmalige Öffnung der Mühle für die Öffentlichkeit mit einem Festakt begangen. Es ist geplant, die Räumlichkeiten – insbesondere das repräsentative Kaminzimmer im ehemaligen oberen Wohngeschoss – für Ausstellungen und kulturelle Zwecke zur Verfügung zu stellen. Auch eine Nutzung als Trauzimmer des Nottulner Standesamtes ist im Gespräch.
Die Westerather Mühle wurde vom Kulturdienst LWL-Denkmalpflege, Landschafts- und Baukultur in Westfalen zum Denkmal des Monats Februar 2015 ausgerufen.
Das Gebäude kann nach Voranmeldung besichtigt werden. Es gibt keine festen Öffnungszeiten.

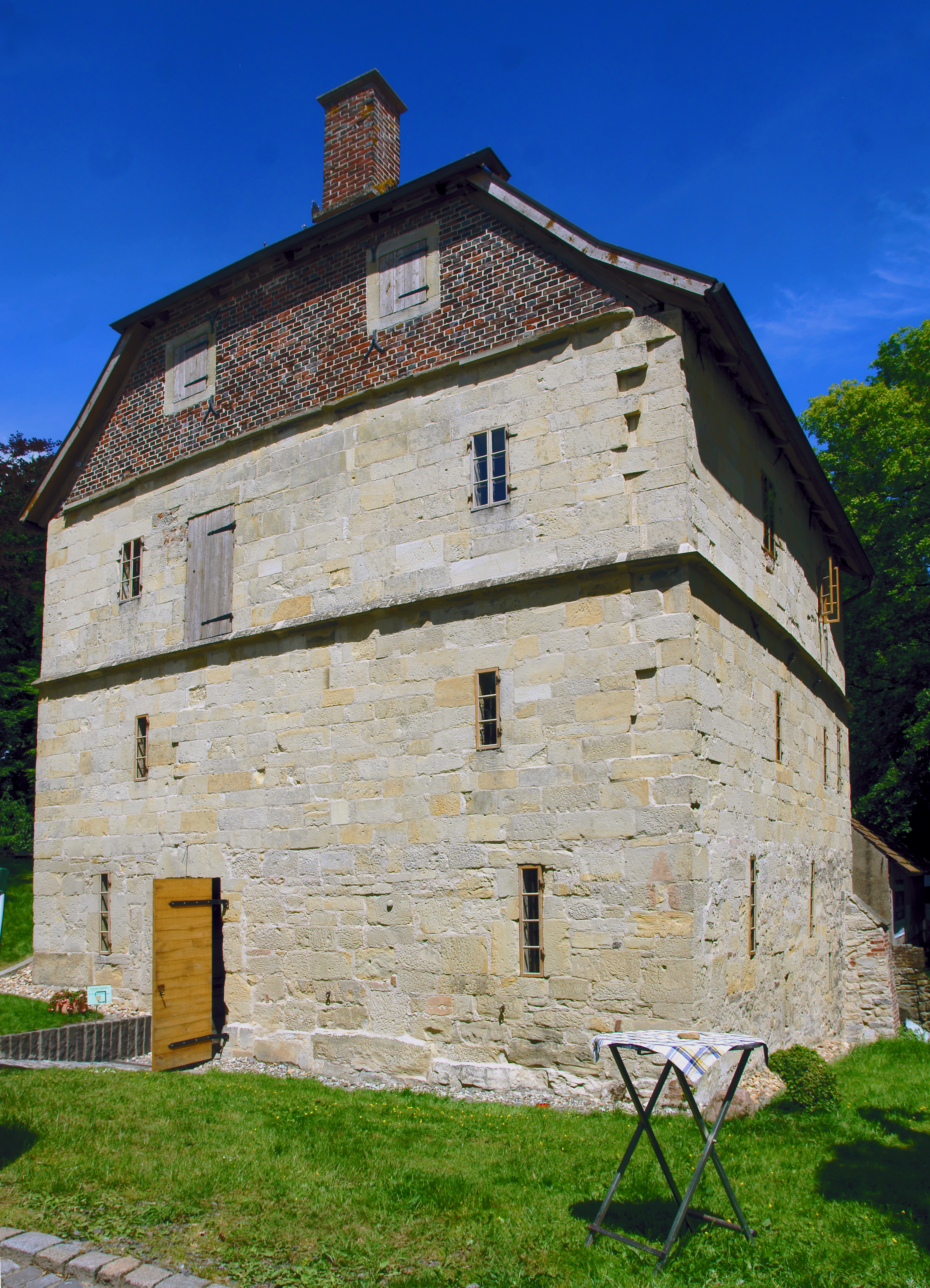
Ansicht von der Hofzufahrt
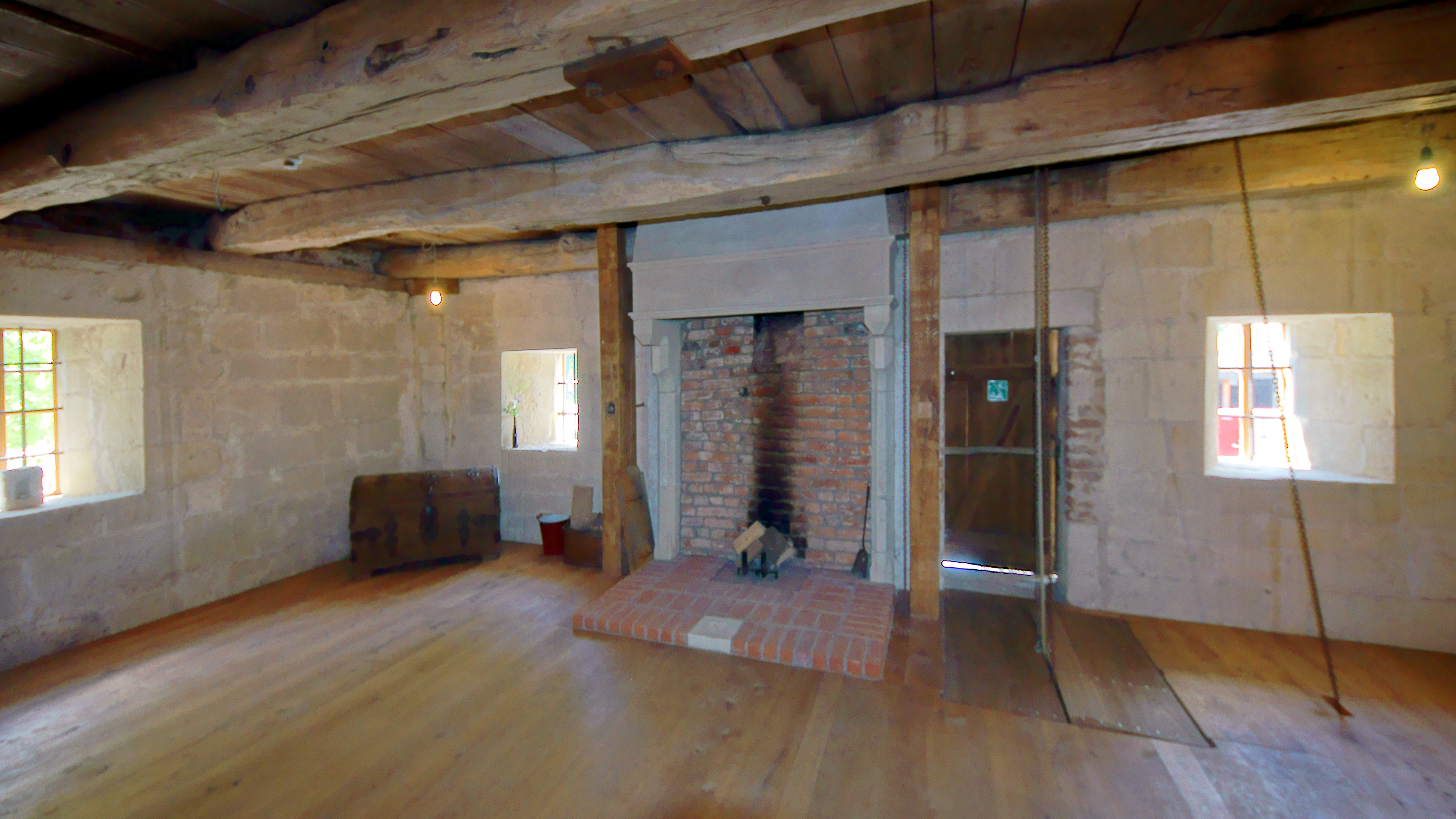
Wohngeschoss mit Kamin
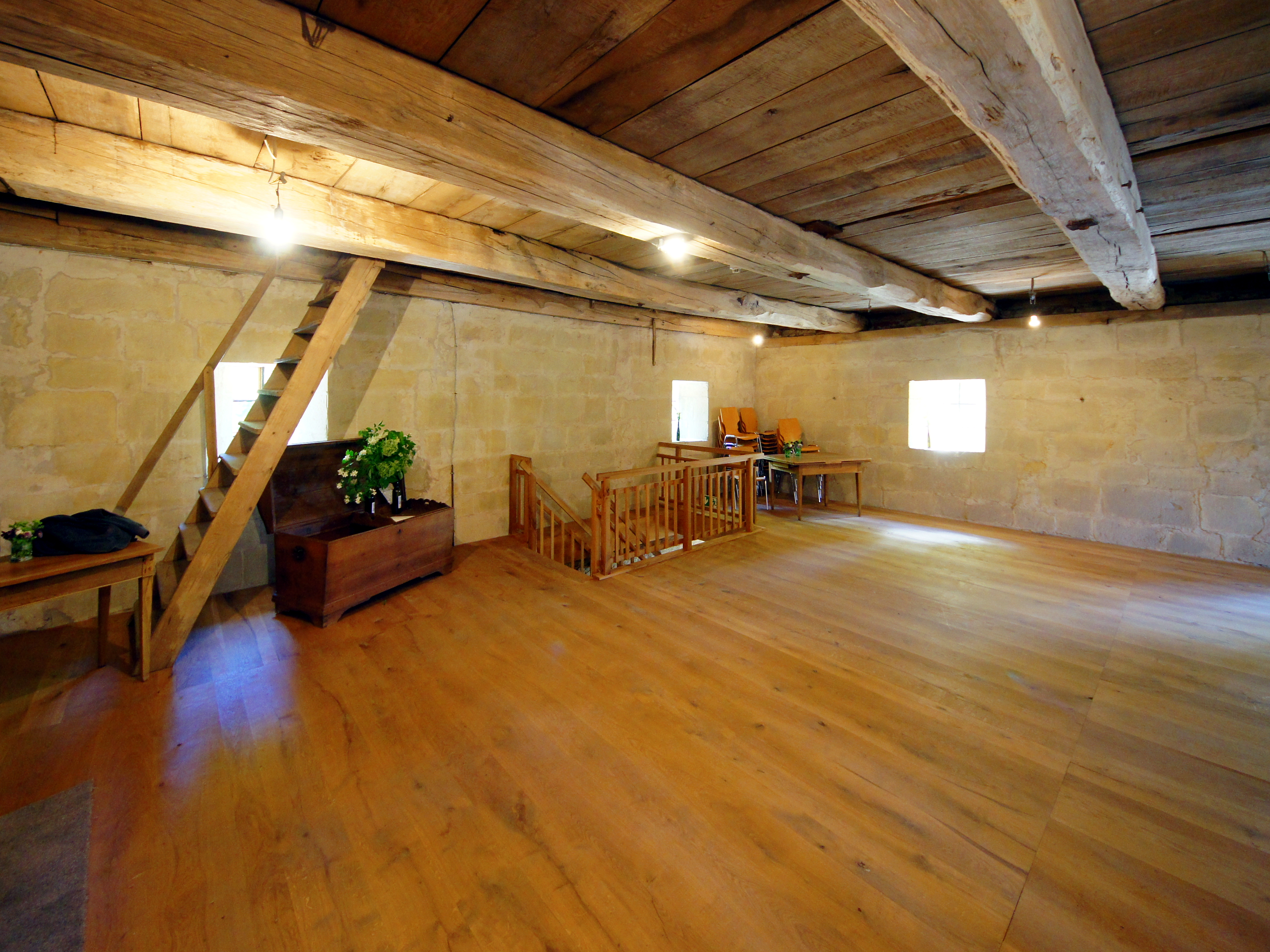
Treppenauf- und -abgang in der Wohnraumebene

## Trivia
Die Schulze Westrather Mühle diente dem Regisseur Dominik Graf für den Historienfilm Das Gelübde um das Leben der in Coesfeld-Flamschen geborenen und in Dülmen gestorbenen Anna Katharina Emmerick als Kulisse.